# Хорватский морской легион
Хорватский морской легион (хорв. Hrvatska pomorska legija, нем. Kroatische Marinelegion) — подразделение морской пехоты армии Независимого государства Хорватия, воевавшее в составе Кригсмарине на Восточном фронте.

## История
Легион основан 2 июля 1941 года по приказу Анте Павелича как Хорватский морской батальон (хорв. Hrvatski Pomorski Sklop). В его составе изначально несли службу 343 человека: 22 старших офицера, 220 младших офицеров и 100 матросов. Полным названием батальона было название Хорватский морской батальон — Чёрное море (хорв. Hrvatski Pomorski Sklop - Crno More), но название Хорватский морской легион всё-таки стало более известным.
Италия изначально возражала против создания хорватских военно-морских подразделений в любом виде, поскольку контроль над Адриатическим морем осуществлялся именно флотом Италии. Хорватское правительство, однако, при поддержке немецкого правительства всё-таки решилось на создание своего подразделения, которое могло бы служить в Кригсмарине и после набора необходимого опыта составило бы ядро будущих военно-морских сил Хорватии. Приказ о формировании был подписан 3 июля 1941 года.
Первым командиром батальона был капитан 2-го ранга Андро Врклян, позднее должность командира занял капитан 1-го ранга Степан Руменович. Обучение батальон проходил в болгарской Варне. 17 июля 1941 легионеры прибыли в Варну и получили свою униформу с нарукавной нашивкой в виде хорватского герба. Сначала в порядке обучения они несли службу на немецких минных тральщиках и подводных лодках; обучались ведению боя на суше, налаживанию радиосвязи и немецкому языку. Легион удостоился чести встретиться с немецким адмиралом Карлом Георгом Шустером. В состав легиона в то время входили 343 человека: 23 офицера, 223 унтер-офицера и 100 матросов (рядовых).
22 сентября 1941 года обучение завершилось, и войска в тот же день на немецких судах направились по Чёрному морю к Советскому побережью. Высадка на черноморское побережье состоялась 30 сентября 1941, подразделение само носило условное название 23-я флотилия тральщиков (нем. 23.Minesuch-Flottilla). Там хорваты получили от немцев корабельный состав: трофейные бывшие советские моторные яхты и рыбацкие суда, переоборудованные соответственно в патрульные корабли и в тральщики. Тяжёлого вооружения у хорватов не было.
В конце сентября 1941 года хорваты заняли Геническ, который был хорошо укреплён. Для обороны города от советских войск была усилена охрана побережья, и по мнению некоторых свидетелей, хорватские пехотинцы рвались в бой. В конце 1941 года Красная Армия предприняла попытки освободить город, который почти не был защищён, его охраняли солдаты немногочисленного немецкого гарнизона, взвод румынской кавалерии и хорватские легионеры, но освобождение города сорвалось. Это и стало боевым крещением для хорватского легиона. Атаку на город удалось отбить стараниями люфтваффе.
В течение всей зимы хорваты строили утеплённые бункеры для обороны города, в которых и проводили зиму. Капитан легиона Врклян вместе с тем инспектировал прилегающие к городу области. Во время дальнейших попыток освободить город от немецко-фашистских захватчиков и их сателлитов-хорватов частями Красной Армии, инспекционная команда сражалась в качестве пехоты.
Однако одной борьбой при помощи стрелкового оружия дело не ограничивалось: Советские лётчики накануне Рождества сбросили на город пачки листовок, в которых призывали хорватов сдаться и не портить праздник. Листовки заканчивались «Да здравствует Советский Союз! Гитлер капут!» Хорваты не восприняли эти листовки всерьёз и отправили их в печи.
В начале апреля 1942 года лёд в гавани Геническа начал таять, и хорваты стали готовиться к отплытию из города. Однако при тралении гавани Геническа легион понёс первые потери: на советских минах, выставленных ещё в 1941 году, подорвались и погибли два тральщика, при этом погибли 25 членов экипажей. Последний корабль покинул город 25 мая.
Из Геническа легион перебазировался в Мариуполь. В августе 1942 года там в распоряжении хорватов были 31 катер, 35 моторных лодок, барк «Товарищ» и мелкие моторные суда (итого 130 кораблей). К составу легиона, помимо хорватов, были прикомандированы ещё 200 немецких моряков, которыми руководил энсин Плаутц, выполнявшие роль инструкторов (хотя они имели право по своему усмотрению принять на себя командование любым хорватским кораблём), переводчиков и радистов (для обеспечения эффективной связи с германскими штабами и кораблями).
Также в 1942—1943 годы в легион были включены ещё более 200 бывших советских военнопленных (ряд авторов говорят об украинских коллаборационистах).
В канун нового 1942 года легионеры передали суда новым командам и с оккупированной фашистами Украины вернулись в Хорватию на отдых. После этого их отправили в Германию для продолжения обучения, после чего они вновь прибыли в Варну. В октябре 1943 года легион был переведен в Триест, где хорватские офицеры и моряки были назначены на различные суда кригсмарине. С этого момента закончилась служба хорватского легиона на стороне Германии в качестве отдельной войсковой единицы.
В канун Нового 1942 года часть легионеров вернулась в Хорватию, остальные продолжили службу в Германии. В середине 1943 года отслужившие в Германии вернулись в Варну, где им передали новые противолодочные корабли немецкой постройки водоизмещением 100 т каждый, носившие индексы UJ (Unterseebootjager). Корабли получили номера с UJ2301 по UJ2311, плюс ещё один получил имя UJ2314. Эти новые суда в итоге составили 23-ю флотилию охотников за подводными лодками (нем. Unterseeboot-jagerflotille 23). Однако в боевых действиях они принять участие не успели.
В марте 1943 года в состав легиона были приняты две артиллерийские береговые батареи, в итоге численность легиона составила 1000 человек. После капитуляции в сентябре 1943 года Италии прекратил своё действие мораторий на создание военно-морских сил Хорватии. В октябре 1943 года легиону был отдан приказ о возвращении в страну, но возвращение последних партий хорватов растянулось вплоть до 21 мая 1944 года. Прибывший в Триест легион был немедленно расформирован, а его солдаты переведены на суда Военно-морского флота Независимого государства Хорватии (часть легионеров продолжила службу на различных судах Кригсмарине в Адриатике). Две береговые артбатареи были отданы Кригсмарине (в феврале 1944 года они находились в Сплите).